# Alfredo (ilustrador)
Alfredo González Sánchez (nacido en Agüeria, Aller, Asturias, el 13 de abril de 1933, y fallecido en Madrid el 3 de agosto de 2024), o simplemente conocido como Alfredo, fue un ilustrador, humorista gráfico y dibujante español.

## Biografía
Alfredo González Sánchez, que firmaba sus trabajos artísticos como Alfredo y que en ocasiones utilizó el sobrenombre de "Cafarini", nació en el pueblo de Agüeria, en el concejo de Aller, en Asturias, en 1933. A los trece años abandonó su pueblo natal para ingresar en el colegio para niños con vocación religiosa que los Dominicos mantenían en Villava (Navarra), del que saldría trece años después. 
En 1959 emigró a Madrid para ganarse la vida. Su trabajo, que tuvo algunos intentos artísticos (se convirtió en galerista del Grupo El Paso), se dirigió más por la rama publicitaria, trabajando en la Agencia Clarín y para L'Oréal, H. G. Morrison, Extensa Publicidad y McCann Erickson.
Casado en 1965, se fue en 1971 con su familia a Caracas (Venezuela) con un contrato de una agencia publicitaria, permaneciendo allí cinco años. Durante este tiempo realizó también diversas exposiciones de pintura. Regresó a Barcelona en 1976 y emprendió una nueva fase en su carrera que mantendría hasta el final de su vida laboral como publicista e ilustrador "freelance". Además de la publicidad, durante su estancia en Barcelona colaboró con las revistas satíricas "El Papus" y "El Jueves" en los primeros años de la democracia.
Instalado definitivamente en Madrid en 1977, comenzó entonces sus colaboraciones en periódicos y revistas como "Pueblo", "El País", "Diario 16", "Cambio 16", "ABC", "El Independiente", "Actualidad Económica", "Interviú" y "El Mundo", además de innumerables agencias de publicidad.
Realizó asimismo numerosas exposiciones, entre las que destacaron La Publicidad y Los Publicitarios, Moscú Nueva York, El Camino de Santiago, trabajo que realizó a raíz de su experiencia como peregrino, y más recientemente La Ventana de Atrás, Desmemorias de un Dibujante.
A comienzos de los años ochenta sus dibujos le consagran como dibujante de ciudades, con un dibujo acelerado y caricaturesco. Otra gran faceta de su trabajo fue como ilustrador de libros, ya fuera en colaboración con otros autores como Francisco Umbral en Teoría de Madrid (1981), Rosa Y Azul de Jorge Luis Borges (1977) o con sus propios textos, como sus recientes memorias La Ventana de Atrás, Desmemorias de un Dibujante (2017).
Falleció a los 91 años el 3 de agosto de 2024.
Entre otros premios fue reconocido con el Premio Nacional de Dibujo Penagos-Mapfre (2003), el premio "Asturiano del Mes"  y el Premio Nacional de Ilustración (2017).

## Obras ilustradas
- Rosa y azul / Jorge Luis Borges. -- Madrid: Sedmay, 1977.
- Coplas de la decadencia española: contubernios y cachondeos (España 1814-1989) / Ángel Rodríguez Valdés. -- Madrid: Sedmay, 1977.
- Teoría de Madrid / Francisco Umbral. -- Madrid. Espasa-Calpe, 1981.
- La ciudad / Alfredo González. -- Sevilla: Monte de Piedad y Caja de Ahorros, Obra Escolar, 1984.
- Madrid, ombligo de España / Ignacio Carrión. -- Madrid: El Avapies, 1984.
- La cocina erótica de Mayte / Mayte. -- Barcelona: Plaza & Janés, 1985.
- Tiendas y lugares de Madrid. -- Madrid: Espasa-Calpe, 1986.
- De Moscú a Nueva York / Ignacio Carrión. -- Barcelona: Ediciones B, 1989.
- Colorea a tus pintores favoritos / Alfredo González. -- Valencia: Turia Teruel, 1990.
- La Ruta de la Plata vista por Alfredo González / Ignacio Carrión. -- Sevilla: Turismo de la Provincia de Sevilla, Grupo Pandora, 2004.
- Madrid / Miguel Mihura. -- Móstoles: Agualarga, 2006.
- Diario de un vendedor de olivos en Manhattan / Ignacio Carrión. -- Osuna: Ayuntamiento de Osuna, 2006.
- Poeta en Nueva York: (1929-1930) / Federico García Lorca. -- Sevilla: Grupo Pandora, 2007.
- El rey Lear: (cuento basado en la obra de Shakespeare) / Charles Lamb. -- Madrid: Rey Lear, 2007.
- Seis barbas de besugo y otros caprichos / Ramón Gómez de la Serna. -- Valencia: Media Vaca, 2007.
- India, vagón 14-24 / Ignacio Carrión. -- Madrid: Rey Lear, 2008.
- Alfredo debuxa o camiño = Alfredo dibuja el camino / Alfredo González. -- A Coruña: Junta de Galicia, Dirección General de Patrimonio Cultural, 2009.
- El Rastro, Madrid / Alfredo González. -- Madrid: Treseditores, 2011.
- Songs by drawings: homenaje a Leonard Cohen / Alfredo González. -- Sevilla: Grupo Pandora, 2011.
- Desde Cabo de Gata / Ignacio Carrión. -- Sevilla: Grupo Pandora, 2011.
- Leyendas de paradores / Felipe Alonso. -- Madrid: Reino de Cordelia, 2011.
- Nueva York : nivel de vida, nivel de muerte / Ramón Carnicer. -- Palencia: Cálamo, 2012.
- Por fin Santiago!: Museo das Peregrinacións e de Santiago / Alfredo González. -- Santiago de Compostela: Junta de Galicia, 2012.
- Guadalquivir, el gran sur / Alfredo González. -- Sevilla: Grupo Pandora, 2014.
- Conjeturas sobre la bicha / Julio Manuel de la Rosa. -- Sevilla: Grupo Pandora, 2016.
- La ventana de atrás: desmemorias de un dibujante / Alfredo. -- Madrid: Treseditores, 2017.